# James Baker
James Addison Baker III (Houston, Texas, 28 d'abril de 1930) és un polític i diplomàtic estatunidenc, membre del Partit Republicà dels Estats Units, antic Secretari del Tresor en l'administració del president Ronald Reagan entre 1985 i 1988 i antic Secretari d'Estat dels Estats Units durant l'administració Bush des de 1989 a 1993. Està casat amb Susan Garret i entre els dos tenen vuit fills.

## Estudis i carrera professional
Es va diplomar a la Universitat de Princeton el 1952, va fer el servei militar en el Cos de Marines dels Estats Units d'Amèrica durant dos anys i va obtenir el grau de tinent. Va reprendre els seus estudis a l'escola de dret a la Universitat de Texas i va rebre el títol el 1957. Fins al 1975 va treballar al gabinet jurídic "Andrews & Kurth".

## Carrera política (1970-1993)
James Baker és un polític que es va afiliar al Partit Demòcrata dels Estats Units en un principi, però el 1970 va integrar-se al Partit Republicà per dirigir la campanya de George H. W. Bush per al Senat dels Estats Units. El 1975 va esdevenir subsecretari de comerç en l'administració del president Gerald Ford. El 1978 Baker va intentar ser elegit Fiscal General de l'Estat de Texas, però no ho aconseguí.

### En el si de l'administració Reagan (1981-1989)
El 1980 va dirigir la campanya de Bush per a les primàries republicanes de 1981 i va ser nomenat cap del gabinet de la Casa Blanca, després de la victòria del Ronald Reagan. Fins al 1985 va tenir aquest càrrec, que suposa una gran influència política nacional en l'administració republicana. El gener de 1985, Reagan el va nomenar Secretari del Tresor, substituint Donald Regan, que el va succeir en el seu lloc de cap de gabinet. El 1988 va dirigir la campanya electoral del president George H. W. Bush.

### Secretari d'Estat (1989-1992) de George H. W. Bush

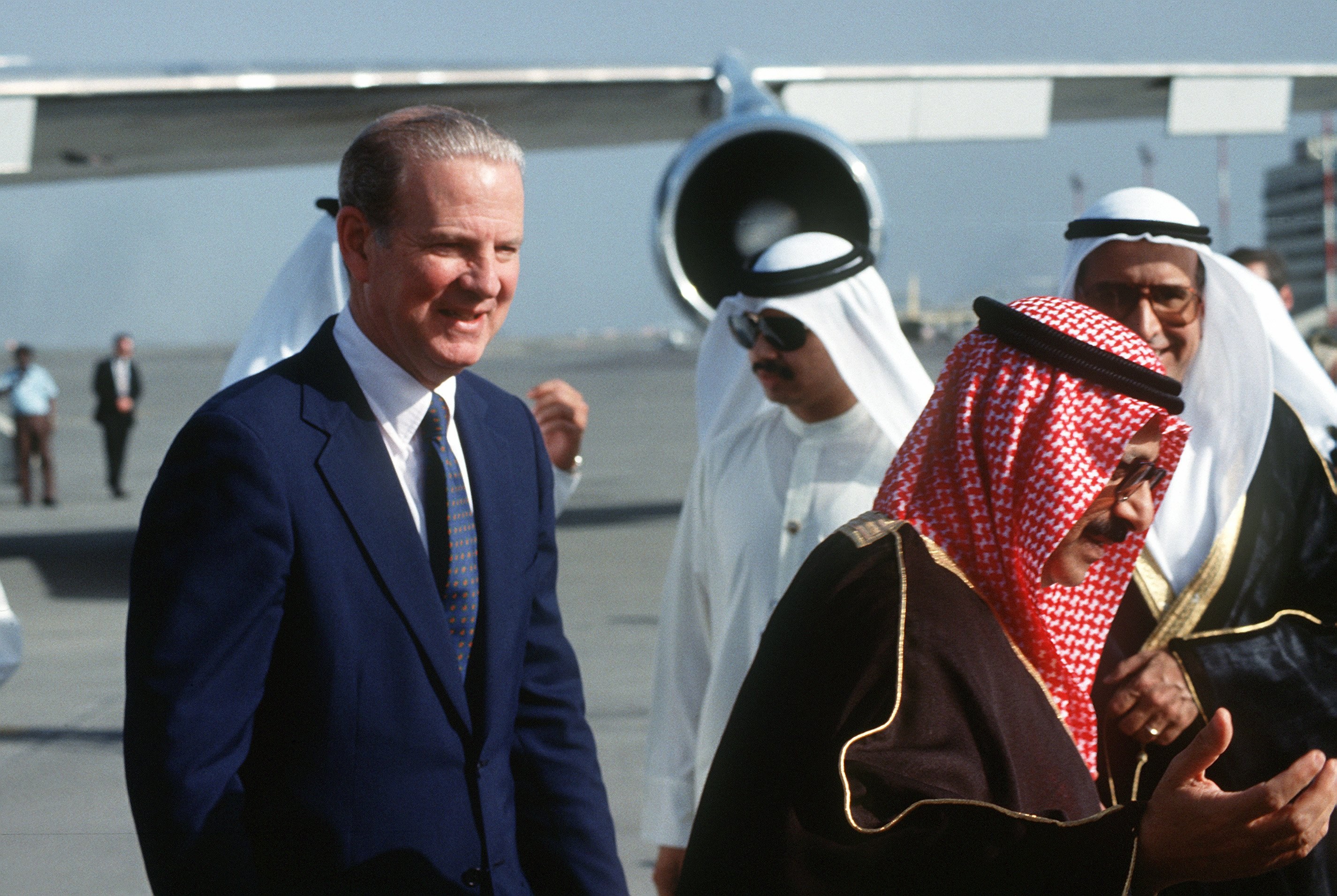
Baker, Kuwait, 1991

El 1989 Baker va esdevenir Secretari d'Estat del president Bush. En aquesta posició va veure la caiguda del mur de Berlín, l'esfondrament dels països socialistes de l'Europa de l'Est, la caiguda de l'URSS, la invasió de Kuwait per part de l'Iraq de Saddam Hussein el 1990 i la Guerra del Golf (1990-1991) contra l'Iraq.
Fou un dels principals iniciadors americans en les negociacions entre Israel i Palestina en la Conferència de Madrid. També fou un dels principals avaladors de la reunificació d'Alemanya, al costat de Helmut Kohl i del president Bush.
El 1991 va rebre la medalla de la llibertat del president (Presidential Medal of Freedom).
L'agost de 1992 es va unir a la campanya presidencial de Bush, però van perdre contra Bill Clinton el novembre de 1992, amb qui va esdevenir breument cap del gabinet de la Casa Blanca.

## Carrera pública i privada des de 1993
El març de 1997 Baker va ser nomenat enviat personal al Sàhara Occidental del Secretari General de les Nacions Unides.
El novembre de 2000 era conseller jurídic i enviat de George W. Bush a Florida per aconseguir guanyar el plet judicial plantejat per Al Gore sobre uns vots que al final van donar la victòria a Bush a les presidencials.
El juny de 2004 va dimitir de la seva funció de representant de l'ONU al Sàhara Occidental, decebut pels poc esforços que va fer el Marroc per aconseguir un acord de pau.
El 2004 va esdevenir un dels principals socis en el gabinet jurídic Baker Botts i un conseller del prestigiós grup Carlyle.

### President del grup d'estudis per l'Iraq
El març del 2006, el Congrés i el president George W. Bush (fill) li van encarregar de presidir la comissió del Grup d'estudi per l'Iraq, compost de deu membres, republicans i demòcrates, amb l'objectiu de redefinir la política sobre el país àrab. La comissió es va encarregar d'emetre l'Informe Baker-Hamilton a la fi del 2006, que proposava dues opcions: La primera una intensificació de les tropes sobre Bagdad i obrir negociacions amb els insurgents, Síria i l'Iran, i la segona era que s'havia de retirar gradualment les tropes americanes del país, però sense definir un calendari. Baker és un obert partidari de la primera opció.